# Sebastian Piechota
Sebastian Piechota (ur. 17 lutego 1976 w Gliwicach) – polski piłkarz grający na pozycji pomocnika, trener piłkarski.

## Kariera
Seniorską karierę rozpoczynał w 1994 roku w Stali Mielec. W barwach tego klubu zadebiutował w I lidze 13 sierpnia 1994 roku w wygranym 4:0 meczu z Rakowem Częstochowa. Ogółem w barwach Stali rozegrał 36 meczów w I lidze. Klub ten reprezentował do 1997 roku. W rundzie jesiennej sezonu 1997/1998 grał w Kalwariance Kalwaria Zebrzydowska, po czym przeszedł do Polonii/Szombierki Bytom. Przez półtora roku gry w tym klubie rozegrał 16 meczów, a w sierpniu 1998 roku został piłkarzem trzecioligowego Włókniarza Kietrz. Z klubem tym awansował do II ligi. W styczniu 2000 roku został reprezentantem również drugoligowej Odry Opole, zaś rok później przeszedł na zasadzie wolnego transferu do Polonii Bytom. Po półroczu gry w Polonii zmienił klub na Piast Gliwice, gdzie również grał pół sezonu. W latach 2002–2003 był zawodnikiem Przyszłości Rogów, natomiast w sezonie 2003/2004 grał w Koszarawie Żywiec. W sezonie 2004/2005 pozostawał bez klubu. Następnie grał w drużynach klasy okręgowej (Katowice III): LKS Krzyżanowice, Naprzodzie Zawada, Silesii Lubomia i Naprzodzie Syrynia.
W 2007 roku był trenerem Naprzodu Zawada. Pod koniec sierpnia 2011 roku został grającym trenerem LKS Krzyżanowice. Podczas piastowania przez Piechotę tej funkcji LKS wygrał 11 meczów, zremisował dwa i przegrał cztery. Po porażce 3:4 z Górnikiem Radlin Piechota w kwietniu 2012 ustąpił ze stanowiska.

## Statystyki ligowe
| Sezon         | Klub                              | Liga           | Mecze | Gole |
| ------------- | --------------------------------- | -------------- | ----- | ---- |
| 1994/1995     | Stal Mielec                       | I liga         | 13    | 0    |
| 1995/1996     | Stal Mielec                       | I liga         | 23    | 0    |
| 1996/1997     | Stal Mielec                       | II liga        | 25    | 1    |
| 1997/1998 (j) | Kalwarianka Kalwaria Zebrzydowska | IV liga        | ?     | ?    |
| 1997/1998     | Polonia/Szombierki Bytom          | II liga        | 13    | 2    |
| 1998/1999 (j) | Polonia/Szombierki Bytom          | II liga        | 3     | 0    |
| 1998/1999     | Włókniarz Kietrz                  | III liga       | ?     | ?    |
| 1999/2000 (j) | Włókniarz Kietrz                  | II liga        | 3     | 0    |
| 1999/2000 (w) | Odra Opole                        | II liga        | 17    | 0    |
| 2000/2001 (j) | Odra Opole                        | II liga        | 4     | 0    |
| 2000/2001 (w) | Polonia Bytom                     | II liga        | 11    | 0    |
| 2001/2002 (j) | Piast Gliwice                     | III liga       | ?     | ?    |
| 2001/2002 (w) | Przyszłość Rogów                  | IV liga        | ?     | ?    |
| 2002/2003     | Przyszłość Rogów                  | IV liga        | ?     | ?    |
| 2003/2004     | Koszarawa Żywiec                  | IV liga        | ?     | ?    |
| 2005/2006     | LKS Krzyżanowice                  | klasa okręgowa | ?     | ?    |
| 2006/2007     | Naprzód Zawada                    | klasa okręgowa | ?     | ?    |
| 2007/2008     | Naprzód Zawada                    | klasa okręgowa | ?     | ?    |
| 2008/2009     | Silesia Lubomia                   | klasa okręgowa | ?     | ?    |
| 2009/2010 (j) | Silesia Lubomia                   | klasa okręgowa | ?     | ?    |
| 2009/2010 (w) | Naprzód Syrynia                   | klasa okręgowa | ?     | ?    |
| 2010/2011     | LKS Krzyżanowice                  | klasa okręgowa | ?     | ?    |
| 2011/2012     | LKS Krzyżanowice                  | klasa okręgowa | ?     | ?    |